# Huépil
Huépil es una ciudad de la zona central de Chile ubicada en la Región del Bío-Bío, capital de la comuna de Tucapel desde 1969, y la cual cuenta con alrededor de 10 000 habitantes. 

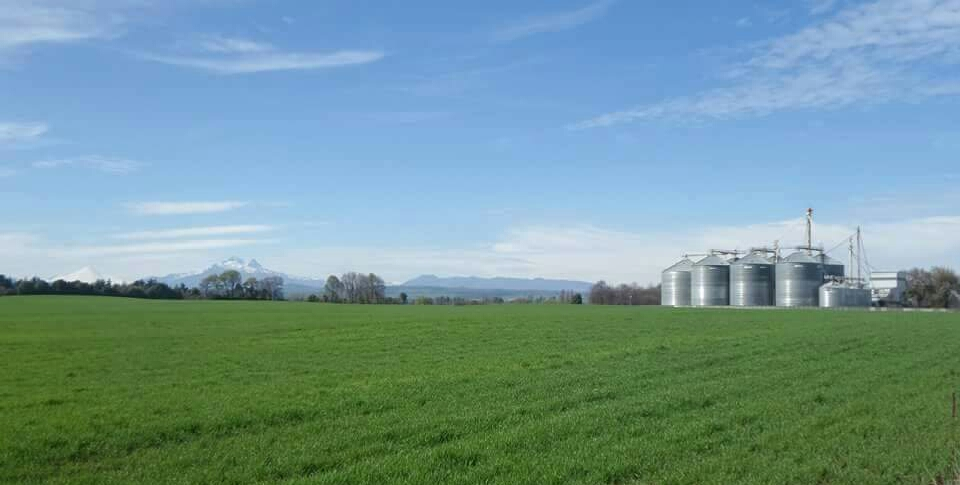
Entrada norte a Huépil.

Además cuenta con varios servicios que lo transforman en el centro económico y laboral de la comuna. Huépil significa en mapudungún "Lugar del arcoíris".
Integra junto a las comunas de Alto Bío-Bio, Laja, Los Ángeles, Mulchén, Nacimiento, Negrete, Quilaco, Quilleco, San Rosendo, Santa Bárbara y Antuco el distrito 47 de Diputados y la circunscripción senatorial N.º 13.

## Habitantes
La ciudad de Huépil cuenta, según datos del censo de 2002, con 5495 habitantes.

## Toponimia
La ciudad de Huépil debe su nombre a los mapuches que habitaban antiguamente en la zona; en su lengua "Huépil" significa "Lugar del arcoíris"[cita requerida].

### Orígenes
Desde el siglo XIX, el departamento de Rere, de la provincia de Concepción, contenía en su extenso territorio las subdelegaciones de Tucapel, Trupán y Reñico. Dentro de esta última, estaban los distritos del mismo nombre, Huépil Alto, Huépil Bajo y Rucamanqui, que después formarán parte de la comuna de Tucapel. 
La idea de construir un ferrocarril que uniera la zona de  con Neuquén, Bahía Blanca y Buenos Aires comienza a materializarse con estudios realizados, tanto en Chile como en Argentina, a fines del siglo XIX. 
Al principio, el proyecto contemplaba la punta de rieles en Yumbel, pero se cambió definitivamente a Monte Águila. Durante el gobierno de Germán Riesco, se otorgó la concesión a la empresa del ciudadano uruguayo Justino J. Beláustegui para que construyera el ferrocarril trasandino.

## Río Huépil
La ciudad de Huépil dentro de sus múltiples lugares, encontramos el Río Huépil. Especial para disfrutar con la familia e ir de pesca.

## Plaza
Esta ciudad además posee una hermosa plaza, la cual destaca por su gastronomía, divertidos juegos para la familia y sus características de áreas verdes.

### Fundación
El gobierno del presidente Germán Riesco Luco, que llegaba por esos días a su fin, se preocupó de poner en marcha los primeros 50 kilómetros del ferrocarril, autorizando a la empresa operar el tramo entre Cholguán y Huépil, por decreto N.º 2.315 del ministerio de Industrias y Obras Públicas, de 15 de septiembre de 1906. 
Es esta, entonces, la fecha de fundación de Huépil, ya que estando la línea trazada y construida la estación de ferrocarriles, se dicta un decreto por el que comienza a tomar forma y vida un centro poblado que, con el tiempo, se convertirá en una pujante ciudad. Fue ese 15 de septiembre de 1906, cuando por un acto jurídico administrativo nace oficialmente Huépil. 
Así comenzó a operar el tren, transportando pasajeros, productos y cargas de toda especie desde los campos de la zona, lo que produjo un gran impacto en la calidad de vida de las personas, reflejado en el aumento de la población y en el entusiasmo de los habitantes, que según la prensa de la época era desbordante. 
El Trasandino, cuya línea era de trocha angosta, contaba en 1906 con dos locomotoras de fabricación estadounidense “Baldwin” y carros de acero y madera. No hay que olvidar que estas máquinas debían remontar las pendientes cordilleranas a efecto de cruzar la frontera. Los primeros trenes eran mixtos, es decir para carga y pasajeros.

### Llegada del ferrocarril

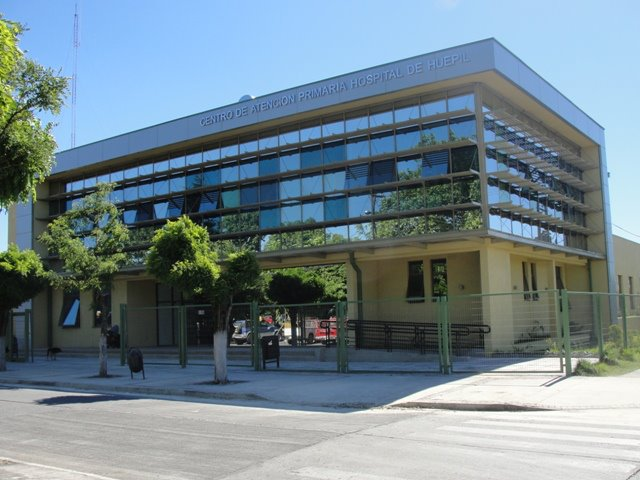
Edificio de la Municipalidad de Huépil.

Con el tiempo, el ferrocarril generó importantes servicios a los habitantes precordilleranos de la zona, pero también generó problemas, ya que la estación, por su posición geográfica aglomeraba pasajeros y transeúntes que iban y venían por el territorio; uno de esos problemas era el derivado de la inseguridad que producían los continuos asaltos y robos de ganados; crímenes contra las personas y balaceras en torno al pueblo que se formaba. 
Esta situación llevó a las autoridades a enviar fuerzas de policías montados a Huépil, los que eran financiados por la municipalidad de Tucapel. Luego vino el servicio de correos, telégrafos, la escuela primaria y demás servicios que la convirtieron en la ciudad de hoy. 
El trazado completo del ferrocarril trasandino por Antuco jamás se terminó, culminando en Polcura. 
Se puede afirmar, entonces, que Huépil nace como estación de ferrocarriles aquel 15 de septiembre de 1906, formando parte de un gran proyecto de integración interoceánica que nunca llegó a concretarse, culminando en Polcura, pero que produjo otros grandes beneficios a los habitantes de esta parte del país, entre los que se cuenta el que prosperara un pueblo que, con el tiempo, se convierte en cabecera de la comuna de Tucapel.

## Demografía
Según los datos recolectados el 2002 por el Censo del Instituto Nacional de Estadísticas, la ciudad posee una población de 5.495 habitantes de los cuales la minoría son rurales. La ciudad crece debido a que la mayoría de los habitantes rurales emigran a la ciudad en busca de mejores oportunidades laborales.

## Administración
La Municipalidad de Tucapel se emplaza en la ciudad de Huépil y la Fundación de la Comuna data del 1724 con la Instalación del Fuerte de Tucapel Nuevo, trasladado desde Cañete.
Huépil por su parte es cabecera Comunal, su auge se desarrolla con la instalación de la estación de ferrocarriles en el mismo poblado, en la construcción del proyecto Ferroviario Trasandino de 1906, como parte del ramal Monte Águila- Polcura y la migración de gran cantidad de obreros agrícolas, extrabajadores de la Hacienda Rucamanqui.
Desde las Elecciones Municipales de 2016 es dirigida por el Ingeniero Civil Jaime Sergio Veloso Jara de RN, quién fue reelegido en las Elecciones Municipales de 2021 hasta diciembre de 2024, siendo asesorado y fiscalizado por los concejales:
- José Fernández Alister (PPD)
- Erna Silva Hinojosa (IND-RN)
- Patricio Manosalva Henríquez (RN)
- Tania Villalobos Anabalón (PPD)
- Felipe Altamirano Riquelme (IND-RN)
- Jaime Henríquez Vega (PDC)

En lo Administrativo la Municipalidad de Tucapel es dirigida por el administrador municipal Francisco Dueñas Aguayo, de profesión profesor de enseñanza media con mención en Agricultura.

## Educación
Actualmente en Huépil existen diferentes establecimientos educacionales de Educación Pre Básica, Básica y Media:
| Establecimiento                          | Director (a)             | Dirección                                   | Dependencia              |
| ---------------------------------------- | ------------------------ | ------------------------------------------- | ------------------------ |
| SC y JI “Mis Primeros Pasos”             | Ivonne Peña Zurita       | Las Palmeras N° 10, Villa Las Palmas Huépil | Municipal/VTF            |
| SC “Pequeños Genios”                     | Karen Lara Baeza         | Independencia N° 640, Huépil                | Municipal/VTF            |
| JI “Herencia”                            |                          | Diego Portales esq. Arturo Prat, Huépil     | Público/Adm. Directa     |
| JI “Chincolitos”                         | Alicia del Pino Riquelme | Santa Ana SN, Población Los Copihues        | Público/Adm. Directa     |
| JI “Huépil”                              | Pamela Espinoza          | Esmeralda Nº 82, Huépil                     | Público/Adm. Directa     |
| Escuela de Lenguaje “Huépil”             | Carol Fuentes Higuera    | Los Sauces Nº 790, Huépil                   | Particular Subvencionado |
| Escuela Luis Martínez González           | Cesia Leiva Troncoso     | Independencia Nº 444, Huépil                | Municipal                |
| Liceo B-67                               | Germán Araneda Campos    | 12 de Febrero Nº 171, Huépil                | Municipal                |
| Colegio Bicentenario San Diego de Alcalá | Ericka Oyarzo Apablaza   | San Francisco Nº 70, Huépil                 | Particular Subvencionado |

## Deporte

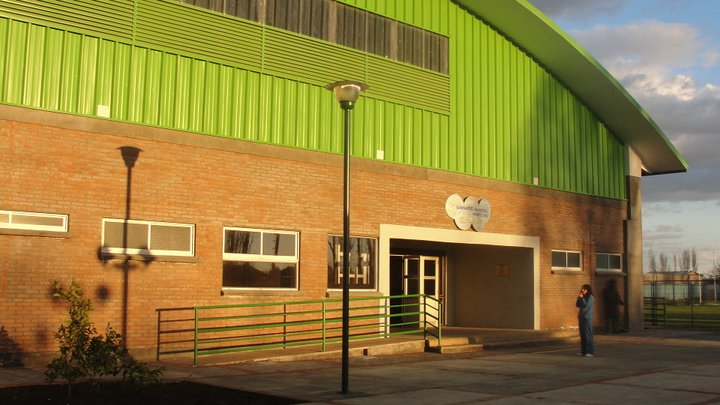
Gimnasio Bicentenario.

Huépil tiene un gimnasio olímpico, dos estadios empastados, de los cuales uno cuenta con iluminación. Existen varias plazoletas equipadas con implementos deportivos para ejercitar, además de multicanchas iluminadas.

## Cultura
La capital Tucapelina cuenta con diversos focos culturales, destaca la biblioteca comunal "Inés Rodríguez". Además cada verano se desarrolla en cada pueblo de la comuna un festival musical para la conmemoración de la fundación de cada uno de estos pueblos, el festival más importante es "Festival Arcoíris" de Huépil.

### Festival Arcoíris de Huépil
Cada verano en la ciudad de Huépil se desarrolla el festival "Arcoíris de Huépil", en el cual se conmemora un año más de la creación de esta ciudad. Es el más importante de la comuna.

## Salud
Huépil cuenta con un hospital, el cual es respaldado por el centro de atención primaria para las atenciones de la población. 